# Rankin Inlet South/Whale Cove
Rankin Inlet South/Whale Cove est une circonscription électorale territoriale du Nunavut au Canada. Elle comprend les communautés de Rankin Inlet et de Whale Cove.

## Annexe